# موعد مع القدر (مسلسل)
موعد مع القدر مسلسل اجتماعي، درامي جزائري من إنتاج التلفزيون الجزائري وشركة sd box. تم عرضه في رمضان 2007. حقق المسلسل نجاح كبير ومشاهدة واسعة في الجزائر نظرا لقصته الواقعية والمشوقة. عرض المسلسل على التلفزيون الجزائري، كنال ألجيري والجزائرية الثالثة بالإضافة إلى قناة الليبية الفضائية.

## القصة
تدور أحداث المسلسل حول الدكتور مالك وزوجته فريال بشيري التي تكون حامل بطفلهما الأول والتي تظطر في إحدى المرات أن تنتقل إلى منزل عائلتها في الليل عن طريق سيارة الأجرة، لكن السائق يكون من العصابات الخطيرة ومن شدة خوف فريال يحين موعد ولادتها لكن السائق لا يريد أن يأخذها إلى المستشفى لأنه ملاحق من قبل الشرطة، لهذا فإن فريال تلد في السيارة عن طريق مساعدة حنان بلهاشمي التي تكون معها في نفس السيارة، وفور الولادة سيارة الأجرة تنقلب في حادث سير وتموت فريال، لكن طفلتها تبقى مع حنان حية. ومن هنا تبدأ أحداث المسلسل الدرامي حيث يبقى الدكتور مالك يبحث عن زوجته ليعلم بعدها أنها توفيت وأن ابنته بيقيت حية مع امرأة يجهل من تكون، لهذا يثرر البحث عنها لتبدأ رحتلته المليئة بالصعوبات والمشاكل.

## الممثلون
- عثمان بن داود
- سيد احمد اقومي
- مليكة بلباي
- صوفيا كونيناف
- عز الدين بورغدة
- كريم زنزاسني
- بوعلام بناني
- العربي زكال
- إيمان نوال
- عايدة قشود
- عبد الكريم بريبر
- فتيحة سلطان
- فايزة غازي
- سميرة صحراوي
- نسيم زايدي
- أحمد منصف أيوتيشان
- جمال بوناب
- زهية مخلوف
- منى عدة
- عبد العزيز قردة
- زينب عراس
- وحيد نادر
- لعوادي محمد
- رابح لشعا
- زاعي
- أنيا
- حميد مصباح
- سيدعلي بن تشبكو
- زهير قاسم
- الهادي ملولي
- حفيظة ين ضياف
- رزيقة فرحان
- ليديا براكي
- خديجة غنية داود
- أميرة حاجي
- علي جبارة
- حميد عميروش
- خيرة بختي
- جمال حمودة
- حسان بن جدو
- بيونة
- أمل وهبي

## بطاقة تقنية
- مونتاج: بعاج فاتح